# Instituto Romaguera Correa
O Instituto Romaguera Correa (fundado como Grupo Escolar Romaguera Correa) é uma escola pública brasileira localizada em Uruguaiana. Fundado em 3 de julho de 1882, o Romaguera, como comumente é chamado pelos habitantes da cidade, é a mais antiga escola pública da cidade e uma das mais tradicionais escolas da fronteira Oeste do Rio Grande do Sul, atendendo alunos do ensino fundamental e ensino médio.